# 통신회사

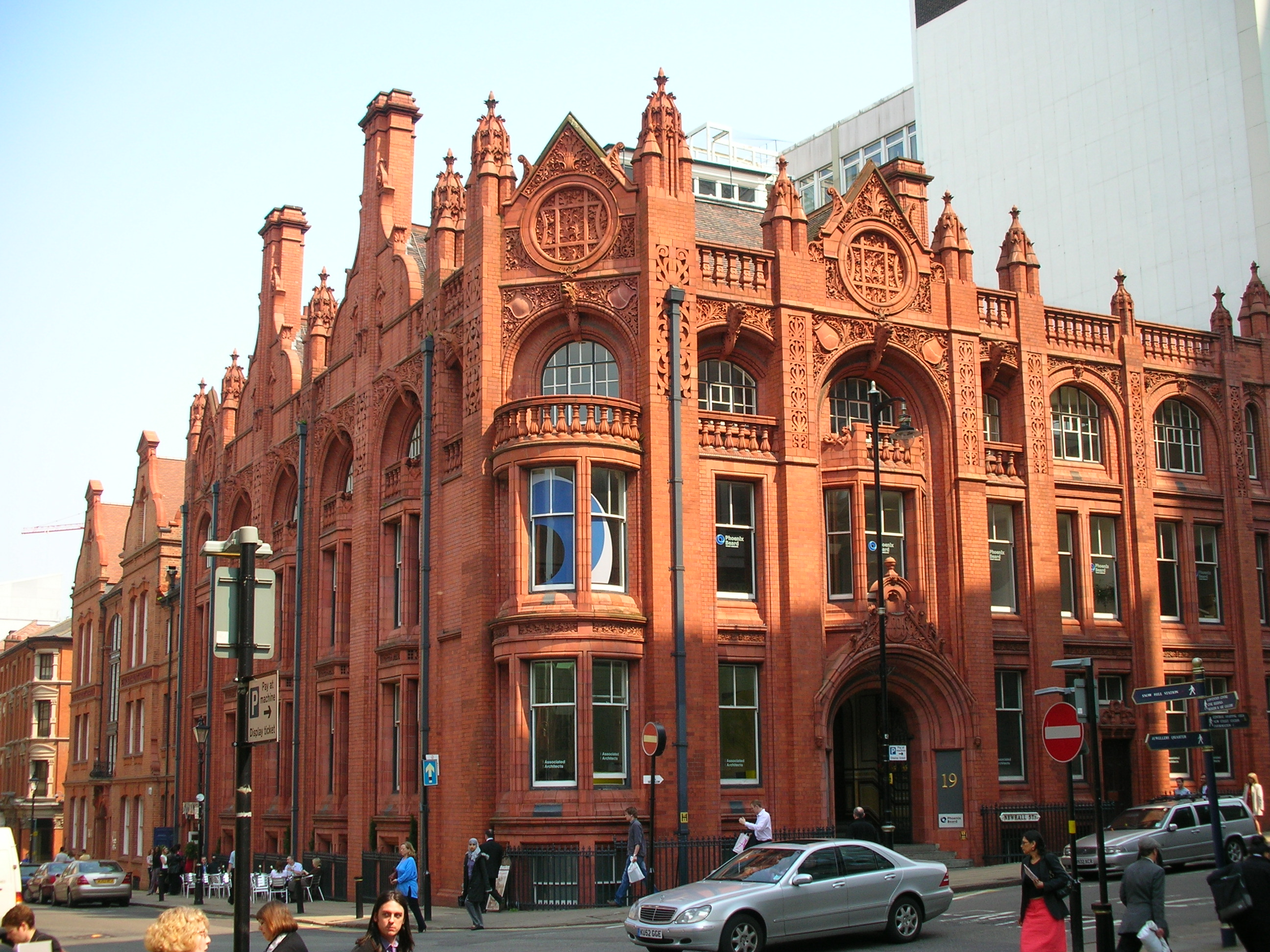
잉글랜드 버밍엄의 1896년 에디슨 벨 전화회사 건물

통신회사(通信會社), 전화회사(電話會社), 전화 서비스 제공자, 또는 전기통신 사업자(telecommunications operator)는 통신 서비스 제공자(CSP)의 일종으로서, 더 구체적으로는 전기통신 서비스 제공자(TSP)이며 전화와 데이터 전송 접근과 같은 전기 통신 서비스들을 제공한다. 수많은 통신회사들은 한때 정부기관 또는 개인 소유의 주(州) 규제를 받은 독점 기업이었다. 정부 기관들은 PTT(postal, telegraph and telephone service)로서 주로 유럽의 기업들을 가리킨다.
이동 통신의 추련과 함께 통신회사들은 이제 무선 사업자나 이동 통신 사업자도 포함한다.
대부분의 통신회사들은 이제 인터넷 서비스 제공자(ISO)의 역할도 맡으며 통신회사와 ISP 간의 구별은 시간이 지남에 따라 완전히 사라지고 있으며 이는 산업국가들의 공급자 집중의 현재 추세에 따른 것이다.

## 같이 보기
- 전기통신사업법#전기통신사업자
- 공중 교환 전화망